# Regioselectivitate
În chimie, regioselectivitatea reprezintă preferința formării sau ruperii unei legături chimice într-o anumită direcție sau într-un anumit mod, cu formarea preferențială a unui anumit izomer. Este importantă în sinteza organică, deoarece prin regioselectivitate se pot determina pozițiile în care un reactiv poate să acționeze.

## Exemple
Un exemplu specific este reacția de formare a halohidrinei, plecând de la 2-propenilbenzen:
Datorită preferinței de formare a unui produs de reacție (cel „major”) față de celălalt (cel „minor”), această reacție este selectivă. Regioselectivitatea provine de la faptul că se obține unui anumit izomer de constituție.